# Plan vert (débarquement de Normandie)
Pour les articles homonymes, voir Plan vert.
Cet article court présente un sujet plus développé dans : Bataille de Normandie.
Le plan Vert est un plan allié pendant la Seconde Guerre mondiale, mis en application la veille du débarquement de Normandie et qui vise à l'action de la Résistance intérieure française pour paralyser le réseau ferroviaire français et à empêcher les Allemands d'acheminer rapidement des renforts sur le front qui vient de s'ouvrir. Cet action de sabotage doit être un complément aux bombardements et des mitraillages de trains par l'aviation.

## Histoire
Différents plans ont été élaborés par le Bloc Planning, une section du Bureau de renseignement et d'action de Londres (BRAL, ex-BCRA), service français dirigé par le lieutenant-colonel Edmond Combaux,. Ce travail est fait en liaison avec la Résistance intérieure. Les plans sont ensuite approuvés par le chef d'état-major des FFI, le général Koenig, par le Special Operations Executive britannique et enfin par l'état-major interallié. 
Ces plans ont pour but d'entraver au maximum les forces allemandes pendant et dans les jours suivant le débarquement. Ont ainsi été élaborés, en plus du plan Vert :
- le plan Tortue (devenu ensuite le plan Bibendum) qui vise le réseau routier du quart nord-ouest de la France ;
- le plan Violet pour le sabotage des lignes téléphoniques ;
- le plan Bleu pour le sabotage des lignes à haute tension pour priver de courant les voies ferrées électrifiées et les zones côtières ;
- le plan Rouge pour le déclenchement de guérillas dans six zones difficilement accessibles : Morvan, Massif Central, Pyrénées, Alpes, Jura et Vosges et les transformer en "réduit" pour servir de refuge et  et de base pour les maquis chargés de harceler les arrières des troupes allemandes[1].

Le Bloc Planning français n'étant pas dans le secret du lieu de débarquement choisi, il a du élaborer pour chacun plusieurs scénarios différents. Le capitaine tchèque Ferdinand Miksche, engagé dans les Forces françaises libres et responsable de l'élaboration de ces plans, a ainsi mis au point quatre scénarios dont l'un concerne un débarquement sur les côtes du Cotentin.
Dans la soirée du 5 juin 1944, à partir de 21h15, la BBC diffuse 210 messages codés à destination de différents groupes de la Résistance française. Ils donnent l'ordre de mettre en œuvre sur l'ensemble de la France métropolitaine les différents plans élaborés par le Bloc Planning.
Dans les vingt-quatre heures suivant le débarquement, la quasi-totalité des coupures de voies ferrées prévues est réalisée. Dès le 6 juin et durant tout le temps de la bataille de Normandie jusqu'en septembre 1944, aucun train n'effectue un long trajet sans subir une ou plusieurs interruptions. Les voies endommagées et remises en état subissent rapidement de nouvelles coupures. Huit-cent-vingt locomotives sont également endommagées.